# Косарев, Александр Александрович
Александр Александрович Косарев — российский самбист, бронзовый призёр чемпионата России по боевому самбо. Боец смешанных единоборств. На соревнованиях по самбо выступал в тяжёлой весовой категории (свыше 100 кг). Тренировался под руководством В. М. Воронова. В 2015 году приказом министра спорта России Виталия Мутко Косареву было присвоено звание мастер спорта России.

## Спортивные результаты

### Боевое самбо
- Чемпионат России по боевому самбо 2008 года — ;

### Смешанные боевые искусства
| Результат | Рекорд | Соперник            | Способ                     | Турнир                                                                        | Дата                  | Раунд | Время | Место                   | Примечание |
| --------- | ------ | ------------------- | -------------------------- | ----------------------------------------------------------------------------- | --------------------- | ----- | ----- | ----------------------- | ---------- |
| Поражение | 1-4    | Олег Яценюк         | Сабмишном (залом шеи)      | CSFU — MMA Kiev Cup 2                                                         | 2 апреля 2013 года    | 1     | 1:22  | Украина, Киев           |            |
| Поражение | 1-3    | Константин Алексеев | Сабмишном (рычаг локтя)    | Lipetsk Mix Federation — Russian Cities Tournament                            | 19 ноября 2010 года   | 1     | 0:00  | Россия, Липецк          |            |
| Победа    | 1-2    | Степан Егоров       | Сабмишном (рычаг локтя)    | Northwestern League of Combat Sambo — Tournament in Memory of Partisan German | 11 сентября 2010 года | 1     | 0:35  | Россия, Санкт-Петербург |            |
| Поражение | 0-2    | Айюб Асмэнов        | Единогласное решение       | LM — Tournament 2                                                             | 18 июня 2010 года     | 2     | 5:00  | Россия, Липецк          |            |
| Поражение | 0-1    | Олег Беленький      | Сабмишном (удушение сзади) | M-1 Challenge — 2009 Selections 6                                             | 5 сентября 2009 года  | 1     | 2:11  | Россия, Махачкала       |            |